# Юст Кентерберийский
Юст (лат. Justus; умер 10 ноября между 627 и 631 годом) — первый епископ Рочестера и четвёртый архиепископ Кентерберийский, участник «Григорианской миссии», прибыл в Британию со второй группой миссионеров, предположительно, в 601 году. Был рукоположён в епископы Рочестера в 604 году и участвовал в церковном соборе в Париже в 614 году.
После смерти короля Этельберта в 616 году Юст бежал в Галлию и вернулся в Британию год спустя после крещения Эдбальда вторым архиепископом Кентерберийским Лаврентием.
Святой, почитаемый Римско-католической церковью (день памяти — 10 ноября).

## Биография

### Прибытие в Британию
Юст был послан в Британию в 601 году папой Григорием I в поддержку первому архиепископу Кентерберийскому Августину. Всё, что известно о Юсте, известно со слов историка Беды Достопочтенного. Однако Беда не описывает ни причин прибытия Юста в Британию, ни его жизни до этого события. Известно, что тот был римлянином и прибыл в Англию со второй группой миссионеров, предположительно в 601 году. Некоторые современные историки утверждают, что Юст прибыл в Британию с первой группой миссионеров, в 597 году, хотя Беда пишет, что он прибыл только в 601. Со второй группой миссионеров прибыл также Меллит, ставший позднее первым епископом Лондона третьим архиепископом Кентерберийским
Вторая группа миссионеров, с которой предположительно прибыл и Юст, привезла в Кент подарки от папы Григория: книги, реликвии и, как пишет Беда, всё, что нужно церкви. Кентерберийский хронист XV века, Томас Элмгамский, пишет, что все привезённые книги до его времени сохранялись в библиотеке Кентерберри, но не пишет, какие именно. Исследования показали, что одной из этих книг может быть евангелистарий святого Августина, который находится в данный момент в Кембридже.

### Епископ Рочестера

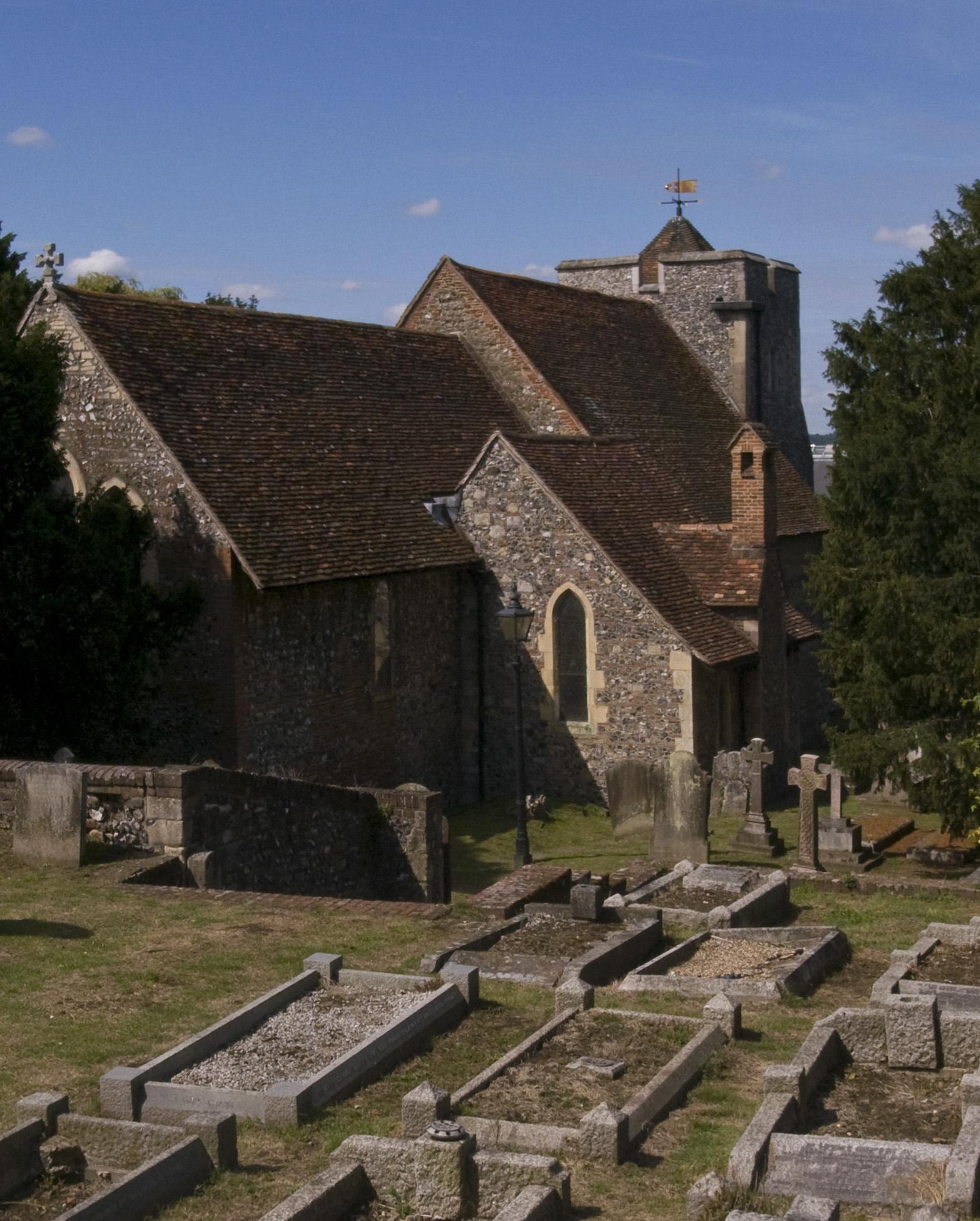
Церковь святого Мартина в Кентербери

В 604 году Юст был рукоположён в епископы Рочестера. Историк Николас Брукс утверждает, что выбор пал на Рочестер, так как тот играл в VII веке большую роль в политической жизни Кента. И хотя Рочестер в то время был маленькой деревушкой с одной улицей, к нему примыкала Уотлинг-стрит, в то время главнейшая дорога Англии. И так как Юст не был монахом (по крайней мере, Беда его монахом не называет), духовенство под его началом тоже, вполне возможно, не имело монахов.
В грамоте короля Этельберта от 28 апреля 604 года Юсту выделялась земля для постройки церкви недалеко от Рочестера. Свидетелем передачи земли под церковь выступил Лаврентий, наследник Августина, а не он сам. Грамота адресована сыну Этельберта, Эдбальду, правившему в Рочестере, и святому Андрею, покровителю будущей церкви. Историк Уильям Левисон в 1946 году отрицал подлинность этой грамоты. Он предположил, что два адресата в одной грамоте просто нелепость и второй адресат, Эдбальд, был внесён в грамоту позже, возможно, Бедой. Историк же Джон Моррис считает, что грамота подлинна, так как использованные в ней речевые обороты вышли из употребления до 800 года.
Этельберт построил в Рочестере церковь и исследования подтвердили, что частично здание было построено в начале VII века. Более старые части здания, по всей видимости, остались от построенного здесь ранее римского храма.
Также известно, что Юст и Меллит поддержали Лаврентия в его обращении к епископам британской церкви с просьбой изменить исчисление церковных праздников на принятое в Риме. Однако письмо не сохранилось и Беда пишет лишь о части сохранившегося письма.
В 614 году Юст участвовал в церковном соборе, созванном при покровительстве франкского короля Хлотаря II в Париже. Почему в совете участвовали Юст и аббат церкви Святых Петра и Павла в Кентербери, неизвестно. Историк Джеймс Кэмпбелл считает, что присутствие духовенства из Британии должно было показать власть Хлотаря над Кентом. Историк Нигхэм объясняет присутствие Юста на совете как желание Этельберта повлиять на короля Хлотаря и улучшить с ним отношения.
После смерти Этельберта в 616 году Юст и Меллит бежали в Галлию, возможно, в надежде найти у Хлотаря I поддержку. В 617 году Юст вернулся в Британию и возвратился на свой пост в Рочестер. Меллит же не вернулся в Лондон, а остался в Кентербери и после смерти Лаврентия стал третьим архиепископом Кентерберийским. Беда пишет, что Юст, как и Меллит, получил письмо от папы Бонифация V с благодарностью, но не приводит никаких примеров из письма. Историк Валлас-Хэдрилл пишет, что папа благодарил всех миссионеров, а не только Юста и Меллита.

### Архиепископ Кентерберийский

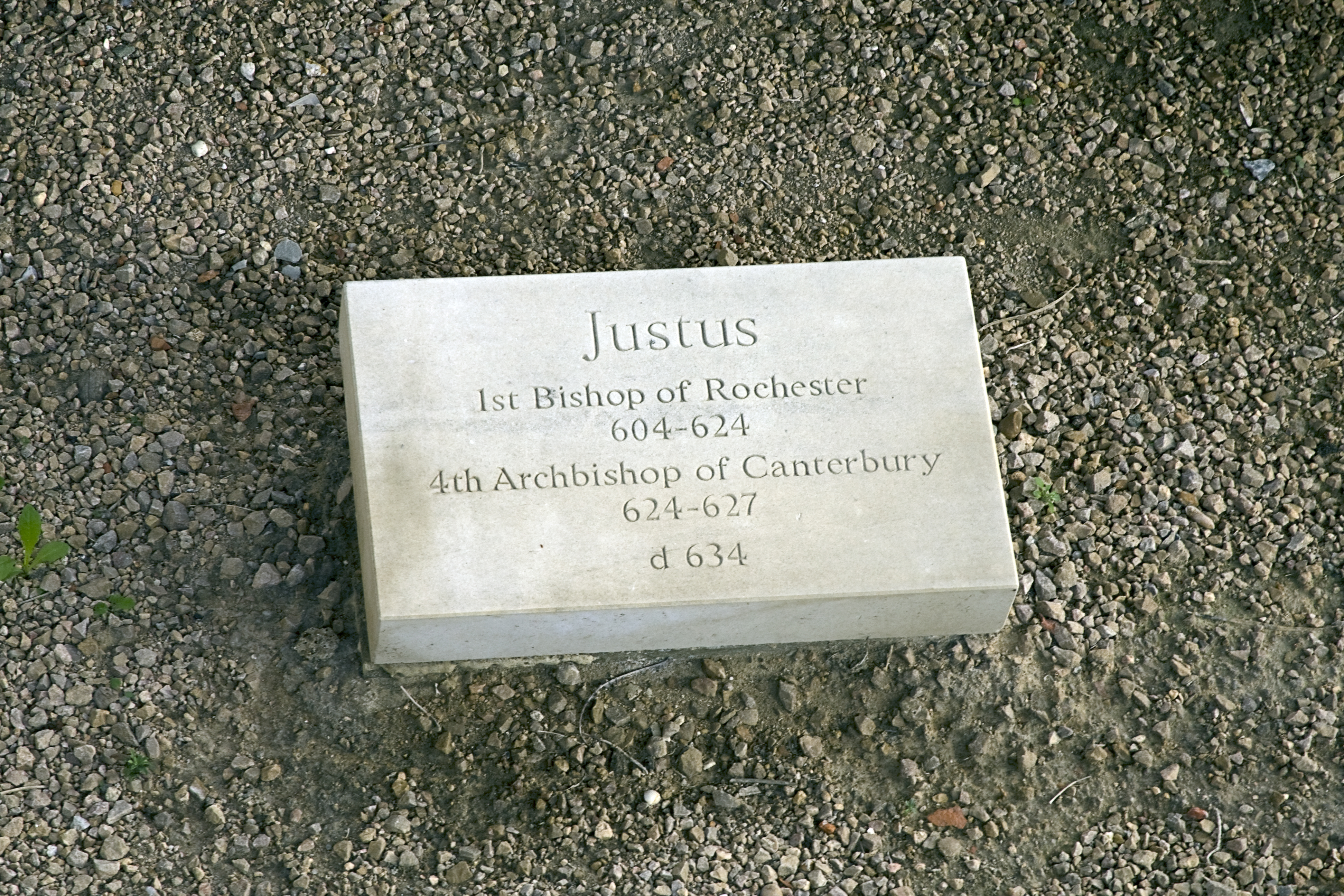
Могильный камень в аббатстве святого Августина

В 624 году Юст стал четвёртым архиепископом Кентерберийским, получив паллий — символ власти архиепископа — от папы Бонифация V после того, как выбрал себе преемника в Рочестере. Также папа Бонифаций письменно поздравил Юста с крещением короля «Адулуальда», скорее всего имея в виду короля Эдбальда, сына Этельберта. Беда пишет, что Эдбальд был крещен вторым архиепископом Лаврентием, но историк Кирби, опираясь на письмо папы Бонифация, считает крещение Эдбальда заслугой Юста. Другие историки, включая Барбару Йорк и Генри Мэйр-Хартинга, подтверждают высказывания Беды и приписывают крещение Эдбальда Лаврентию. Барбара Йорк пишет, что в Кенте было два соправителя: Эдбальд и Этельвальд, и именно последний и был королём «Адулуальдом», о котором упоминал папа Бонифаций в своём письме и которого после смерти Этельберта крестил Юст.
Также Юст рукоположил Паулина в первые епископы Йорка, после чего тот сопровождал Этельбургу Кентскую в Нортумбию для брака с королём Эдвином.
Беда пишет, что Юст умер 10 ноября, но не указывает год его смерти. По другим свидетельствам, Юст умер между 627 и 631 годом. После смерти Юст был канонизирован, его день празднуется 10 ноября. В IX веке его день был совмещён с днём почитания святых Меллита и Лаврентия. В 1090 году захороненные на территории церкви в Кентербери останки были перенесены в раку и находятся в данный момент возле алтаря в аббатстве святого Августина в Кентербери. Примерно в это же время его жизнь была описана Гонселином и сложена поэма одним из кентерберийских поэтов. Другие историки, в их числе Томас Элмгамский и Гервасий Кентерберийский, опираются в своих пересказах жизни Юста на повествование Беды, не добавляя никаких новых фактов.

## Комментарии
1. ↑  Другими сохранившимися книгами являются копия устава святого Бенедикта (лат. Regula Benedicti) и евангелистарий на итальянском, тематически связанный с евангелистарием святого Бенедикта. Исследования подтверждают, что последняя из этих книг находилась на хранении в англосаксонской церкви. Обе книги в данный момент находятся в Бодлианской библиотеке в Оксфорде[9]. Миссионеры привезли также фрагмент работы папы Григория, в данный момент хранящийся в британской библиотеке как часть коллекции, собранной Робертом Коттоном[10].
2. ↑  Позже переименована в аббатство Святого Августина[1].
3. ↑  Ни одна из этих работ не была переведена или опубликована за последние 200 лет.[1]